# Earle Cabell
Earle Cabell, född 27 oktober 1906 i Dallas County i Texas, död 24 september 1975 i Dallas i Texas, var en amerikansk demokratisk politiker. Han var Dallas borgmästare 1961–1964 och ledamot av USA:s representanthus 1965–1973.
Cabell studerade vid Texas Agricultural & Mechanical College och Southern Methodist University. Han efterträdde 1961 Robert L. Thornton som Dallas borgmästare och efterträddes 1964 av J. Erik Jonsson. År 1965 efterträdde han Bruce Alger som kongressledamot och efterträddes 1973 av Alan Steelman.